# Martti Huhtala
Martti Huhtala   (Rovaniemi, 12 de novembre de 1918 - Rovaniemi, 25 d'octubre de 2005) fou un esquiador finlandès, especialista en combinada nòrdica, que va competir durant la dècada de 1940.
El 1948 va prendre part en els Jocs Olímpics d'Hivern de St. Moritz. Va guanyar la medalla de plata en la combinada nòrdica, rere el seu compatriota Heikki Hasu. En aquests mateixos Jocs fou desè en la cursa dels 18 quilòmetres del programa d'esquí de fons. En la combinada nòrdica guanyà els Jocs d'esquí de Lahti de 1945 i el campionat finlandès de 1948.